# جيمس إتش وارد
جيمس إتش وارد (بالإنجليزية: James H. Ward)‏ هو ضابط أمريكي، ولد في 25 سبتمبر 1806 في هارتفورد في الولايات المتحدة، وتوفي في 27 يونيو 1861.